# 13339 Williamsmith
13339 Williamsmith è un asteroide della fascia principale. Scoperto nel 1998, presenta un'orbita caratterizzata da un semiasse maggiore pari a 2,9661128 au e da un'eccentricità di 0,0964494, inclinata di 10,36736° rispetto all'eclittica.